# Pomatocalpa armigerum
Pomatocalpa armigerum är en orkidéart som först beskrevs av George King och Robert Pantling, och fick sitt nu gällande namn av Tang och Fa Tsuan Wang. Pomatocalpa armigerum ingår i släktet Pomatocalpa och familjen orkidéer. Inga underarter finns listade i Catalogue of Life.